# Arria die Jüngere
Arria die Jüngere war eine vornehme Römerin, die der gens Arria angehörte. Sie lebte im 1. Jahrhundert. 

## Leben
Arria die Jüngere war die Tochter des Senators Aulus Caecina Paetus und der älteren Arria. Zu ihren Verwandten zählte der römische Dichter Aulus Persius Flaccus. Sie heiratete den zum Stoizismus neigenden Senator Publius Clodius Thrasea Paetus.
Ihrem Gemahl gebar Arria eine Tochter namens  Fannia, die sich um 55 n. Chr. mit dem stoischen Philosophen und Politiker Gaius Helvidius Priscus vermählte. Letzterer hatte bereits aus erster Ehe einen Sohn, den jüngeren Helvidius Priscus, der sich eine Frau namens Anteia zur Gattin nahm.
Thrasea Paetus gehörte zu den Häuptern der Opposition gegen Kaiser Nero. 66 n. Chr. wurde er anklagt und verurteilt, durfte jedoch selbst die Methode wählen, wie er sterben wollte. In stoischer Ruhe ließ er sich die Adern öffnen, befahl jedoch seiner Gattin Arria, die nach dem Vorbild ihrer Mutter mit ihm aus dem Leben zu scheiden beabsichtigte, im Interesse ihrer Tochter ihr Leben zu erhalten. Arria fügte sich diesem Wunsch ihres Gatten.
Um 75 n. Chr. wurde der exilierte Gaius Helvidius Priscus im Auftrag Kaiser Vespasians beseitigt. Später ließ Priscus’ Witwe Fannia eine lobende Biographie ihres ermordeten Gemahls verfassen und wurde deshalb unter Kaiser Domitian 93 n. Chr. angeklagt. Obwohl sie bestritt, dass ihre Mutter in das Vorhaben eingeweiht gewesen war, wurden beide Frauen in die Verbannung geschickt. Nach Domitians Ermordung (96 n. Chr.) kehrten Arria und Fannia nach Rom zurück.
Auf Wunsch des mit ihnen befreundeten jüngeren Plinius unterstützten Arria und Fannia dann Anteia in einem Prozess, durch den das Andenken des auf Anordnung Domitians getöteten jüngeren Helvidius Priscus wiederhergestellt werden sollte. Allerdings blieben Plinius’ diesbezügliche Versuche erfolglos.
Arrias Todesjahr ist nicht überliefert.